# Not to Disappear
Not to Disappear è il secondo album in studio del gruppo musicale britannico Daughter, pubblicato il 15 gennaio 2016 dall'etichetta discografica 4AD.

## Descrizione

### Copertina
La copertina dell'album è un dipinto dell'artista britannica Sarah Shaw, intitolato "The World is Spinning Around".

## Accoglienza

### Critica
L'album ha ricevuto recensioni generalmente positive dalla critica. AllMusic ha dato un voto di 3 stelle e mezzo su 5, evidenziando il processo spontaneo di registrazione, sottolineando che l'album ha evitato la monotonia. Annie Zaleski del giornale on-line The A.V. Club, ha evidenziato che la «brutale onestà lirica» li distingue dalle loro influenze musicali, tra cui i The Cure, PJ Harvey e Beach House. Al contrario, la rivista Rolling Stone ha trovato che la strumentazione minima enfatizza la monotonia della voce «splendida, ma in gran parte statica» della Tonra, dando all'album un voto di 2 stelle e mezzo su 5.

## Tracce
Testi e musiche di Elena Tonra, Igor Haefeli, e Remi Aguilella.
1. New Ways – 5:25
2. Numbers – 4:16
3. Doing the Right Thing – 5:14
4. How – 4:26
5. Mothers – 5:21
6. Alone / With You – 4:33
7. No Care – 2:53
8. To Belong – 4:17
9. Fossa – 6:46
10. Made of Stone – 3:52

Durata totale: 47:03

## Formazione
- Elena Tonra - voce, arrangiamento, lirica musicale, chitarra
- Igor Haefeli - chitarra, arrangiamento
- Remi Aguilella - batteria, arrangiamento
- Joe Lambert - mastering
- Nicolas Vernhes - missaggio